# Nikonion
Nikonion (gr. Νικώνιον, łac. Niconium) − antyczne miasto greckie założone w drugiej połowie VI wieku p.n.e. przez osadników z Histrii lub Miletu na wschodnim brzegu rzeki Dniestr, kilkanaście kilometrów od jej ujścia do Morza Czarnego.
Pozostałości miasta znajdują się na północnej rubieży współczesnej ukraińskiej miejscowości Roksołany. Od 1957 r. prowadzono tam badania archeologiczne, kierowane przez pracowników Muzeum Archeologicznego w Odessie. Od roku 1995 w badaniach uczestniczy również ekspedycja z Zakładu Archeologii Antycznej UMK w Toruniu.

## Formy nazwy
W tekstach autorów antycznych nazwa miasta występuje w dwóch formach. Strabon (VII 3, 16) oraz Stefan Bizantyjski (s.v.) podają nazwę Νικωνία, zaś Klaudiusz Ptolemeusz (III, 10, 16),  Pseudo-Arrian (87) i Pseudo-Scyles (68) – Νικώνιον. W jedynej znanej dotychczas inskrypcji, mieszkańcy miasta zostali nazwani τò Νικώνεоν. Obecnie w literaturze przyjęta jest nazwa Nikonion (ukr. Ніконій, ros. Никоний). Można ją przetłumaczyć jako "miasto zwycięstwa" (zapewne Scytów nad perską armią króla Dariusza I) lub "miasto Nikona" - popularne imię, także oznaczające "zwyciężającego". W języku greckim, wszystkie te formy stanowią jedynie różnice stylistyczne, bez zmiany znaczeniowej.

## Dzieje Nikonion
Określane w źródłach antycznych jako polis (miasto) lub chorion (wieś), zostało założone na brzegu Dniestru w miejscu otoczonym naturalnymi wąwozami, nadającymi mu walory obronne. Osada znajdowała się wówczas na peryferiach świata antycznego oraz na obszarze granicznym dwóch wielkich kultur barbarzyńskich – scytyjskiej i trackiej. Z początkowego okresu istnienia Nikonion zachowały się pozostałości obiektów mieszkalnych oraz fragmenty naczyń glinianych, tzw. jońskich.
Około połowy V wieku p.n.e. Nikonion było umocnione murami. Posiadało też szereg kamiennych domów oraz brukowaną ulicę. W V wieku do miasta importowano znaczne ilości glinianych naczyń attyckich, co doskonale odzwierciedla ówczesną polityczną i gospodarczą pozycję Aten. Z drugiej ćwierci V wieku pochodzą brązowe monety znajdowane tylko w Nikonion, co pozwala przypuszczać, że tam również je wytwarzano. Na awersach znajduje się przedstawienie sowy oraz legenda ΣΚ, ΣΚΥ, ΣΚΥΛ, ΣΚΥΛΕ, na rewersie – koło z czterema szprychami. Ze względu na legendę monety te często przypisuje się scytyjskiemu królowi Skylesowi, opisanemu przez Herodota (IV, 78-80), chociaż jest bardzo prawdopodobne, że ich emitentem była osoba o podobnym imieniu (np. Skythes, popularnym na północnych wybrzeżach Morza Czarnego).
W drugiej połowie IV wieku p.n.e. miasto zostało zniszczone. Badacze łączą ten fakt ze znanym z tekstu Makrobiusza (Saturnalia I, 11, 33) pochodem wojsk macedońskich w 331 r. p.n.e. pod wodzą Zopyriona na Olbię. Pozbawionym dachu nad głową Nikonijczykom przyszli wtedy z pomocą mieszkańcy pobliskiego Tyras, o czym świadczy jedna z inskrypcji. Niedługo potem miasto zostało zupełnie opuszczone. Przyczyniły się do tego, oprócz zniszczeń dokonanych przez żołnierzy Zopyriona, przemiany środowiska naturalnego – odnoga Dniestru, nad którą było zlokalizowane miasto, stała się niezdatna do żeglugi.  
Ponowne zasiedlenie Nikonion miało miejsce pod koniec I lub na przełomie I i II wieku n.e., tj. po okresie około trzystuletniej pustki osadniczej. Zabudowa Nikonion miała już nieco inny charakter niż w IV wieku p.n.e. − składała się z domów o lekkiej konstrukcji, do budowy których często wykorzystywano fragmenty dawnych kamiennych domów. Wyniki badań archeologicznych przeprowadzonych na pobliskiej nekropoli pozwalają sądzić, że o ile w okresie archaicznym i  klasycznym miasto miało charakter grecki, to w pierwszych wiekach naszej ery oprócz Greków zaznaczał się bardzo wyraźny wpływ Sarmatów (prawdopodobnie współdziałających z rzymskim garnizonem z Tyras) oraz tzw. Późnych Scytów. Zanik antycznego osadnictwa w Nikonion jest datowany na połowę III wieku n.e.
Ruiny miasta oglądał jeszcze Marcin Broniewski (podróżnik), który odwiedził te tereny jako poseł króla Stefana Batorego do chana krymskiego.

## Wybrana literatura
- Awianowicz B.: A Hellenic Ostracon from Nikonion. Zeitschrift für Papyrologie und Epigraphik, 168, s. 196-198
- Awianowicz B.: A New Hellenic Ostracon from Nikonion. Zeitschrift für Papyrologie und Epigraphik, 178, 2011, s. 237-139
- Awianowicz B., Rakoczy J.: The Discovery of a Hellenic Ostracon in Nikonion. Pontika 2008: Recent Research on the Northern and Eastern Black Sea in Ancient Times; proceedings of the International Conference, 21th-26th April 2008, Krakow / ed. by Ewdoksia Papuci-Wladyka [et al.], BAR: International series, 2240 Oxford: Archaeopress, 2011, p. 1-5
- Głuszek I.: Some notes on the imported fine ware pottery found in Nikonion. Bosporan readings. 11: The Cimmerian Bosporus and barbarian world in the period of Antiquity and the Middle Ages: handicrafts and trades, ed. V. N. Zin'ko, 2012, p. 512-518
- Głuszek I.: The development of architecture in Nikonion in 4th century BC. Bosporan readings. 13: The Cimmerian Bosporus and barbarian world in the period of Antiquity and the Middle Ages: problems of urbanization, ed. V. N. Zin'ko, 2012, p. 497-500
- Jarzęcki K.: Wykopaliska w antycznym mieście zwycięstwa. Archeologia Żywa, 4 (62), 2012, s. 37-38
- Mielczarek M.: Monety obce i miejscowe w greckim Nikonion. Wiadomości Numizmatyczne, 167/168, 1999, s. 7-20
- Mielczarek M., Sekerskaja N. M.: Ukraińsko-polskie badania archeologiczne antycznego Nikonion [w:] Z archeologii Ukrainy i Jury Ojcowskiej, 2001, s. 527-536
- Mielczarek M.: Coinage of Nikonion. Greek bronze cast coins between Istrus and Olbia. Proceedings of the 13th International Numismatics Congress, Madrid, 2003, p. 273–276
- Mielczarek M., Okhotnikov S. B., Sekunda N. V. (eds.): Nikonion. An ancient city on the Lower Dniester, 1997, Toruń
- The Chorai of the Ancient Cities in the Lower Dniester Area (6th century BC–3rd century AD), [w:] Sergej B. Ochotnikov, Surveying the Greek Chora. The Black Sea Region in a Comparative Perspective, t. 4, Aarhus: Aarhus University Press, 2006 (Black Sea Studies), s. 81–98, ISBN 978-87-7934-2385.
- Sekerskaja N. M.: Nikonion [w:] North Pontic Archaeology. Recent Discoveries and Studies, red. G. Tsetskhladze, s. 67-90
- Бруяко И. В., Мильчарек М. (Mielczarek M.), Секерская Н. М.: Исследования Никония. Охрана и исследования памятников археологии в Одесской области, Одесса, 1999. - С. 13-18
- Бруяко И. В., Дзиговский А. Н., Секерская Н. М.: Никоний римской эпохи, Одесса, 2008
- Загинайло А.Г., Карышковский П. О.: Монеты cкифского царя Скила. Нумизматические исследования по истории Юго-Восточной Европы: Сборник научых трудов. – Кишинёв: Штиинца, 1990. – С. 3 – 15
- Загинайло А.Г.: Литые монеты царя Скила. Древнее Причерноморье. – Одесса, 1990. – С. 64-71.
- Никоний и античный мир Северного Причерноморья, 1997, Одесса
- Секерская Н. М.: Античный Никоний и его округа в VI—IV вв. до н. э. – Киев: Наукова думка, 1989.
- Секерская Н. М., Булатович С. А.: Монетные находки из Никония. Записки отдела нумизматики и торевтики Одесского археологического музея, I, Одесса, 2010. – С. 27-38.